# Hypotia myalis
Hypotia myalis is een vlinder uit de familie snuitmotten (Pyralidae). De wetenschappelijke naam is voor het eerst geldig gepubliceerd in 1913 door Rothschild.
De soort komt voor in Europa.